# Alphonse Mouzon
Pour les articles homonymes, voir Mouzon.
Alphonse Lee Mouzon né le 21 novembre 1948  et décédé le 25 décembre 2016, était un musicien américain. Batteur et claviériste  de jazz fusion et propriétaire de Tenacious Records, un label qui a principalement publié ses propres albums. Il était compositeur, arrangeur, producteur et acteur. Il a gagné en popularité à la fin des années 1960 et au début des années 1970.

## Biographie

### Jeunesse
Mouzon, d'origine amérindienne (pied-noir), africaine et française, est né le 21 novembre 1948 à Charleston, en Caroline du Sud. Il a reçu sa première formation musicale à la Bonds-Wilson High School et a déménagé à New York après avoir obtenu son diplôme. Il a étudié le théâtre et la musique au City College de New York, ainsi que la médecine à la Manhattan Medical School. Il a continué à suivre des cours de batterie avec Bobby Thomas, le batteur du pianiste de jazz Billy Taylor. Il a joué des percussions dans le spectacle Promises, Promises de Broadway en 1968, puis a travaillé avec le pianiste McCoy Tyner. Il a passé un an en tant que membre du groupe de jazz fusion Weather Report. Après cela, Mouzon a signé en tant qu'artiste solo sur le label Blue Note en 1972.

### Carrière
La visibilité de Mouzon a augmenté pendant son mandat avec le groupe de fusion du guitariste Larry Coryell de 1973 à 1975. Parmi les albums de cette période, on peut citer Introducing the Eleventh House, Level One, Mind Transplant et, en 1977, un enregistrement de réconciliation. avec Latty Coryell intitulé Back Together Again.
Mouzon a enregistré Mind Transplant en 1974 avec le guitariste Tommy Bolin, qui avait déjà joué sur Billy Cobham's Spectrum.
Il a enregistré quatre albums R & B: The Essence of Mystery (Blue Note, 1972), Funky Snakefoot (Blue Note, 1973), The Man Incognito (Blue Note, 1976) (y compris "Take Your Troubles Away"), et dans les années 1980 All Means, qui comprenait Herbie Hancock, Lee Ritenour, les Seawind Horns et Freddie Hubbard.
Mouzon a joué avec de nombreux musiciens de jazz fusion. En 1991, il se produit avec Miles Davis sur l’album intitulé Dingo. Mouzon a composé la chanson "The Blue Spot" pour la scène des clubs de jazz et est apparu comme acteur et batteur dans le film réalisé par Tom Hanks, That Thing You Do en 1996. Alphonse Mouzon a joué le rôle de Miles dans le film The Highlife, qui était exposé à un festival du film à Houston en 2003. On peut également le voir avec Michael Keaton et Katie Holmes dans le film First Daughter, et en tant que Ray dans le film The Dukes, aux côtés de Robert Davi, Chazz Palminteri et Peter Bogdanovich.
Mouzon a joué avec Stevie Wonder, Eric Clapton, Jeff Beck, Carlos Santana, Patrick Moraz, Betty Davis et Chubby Checker. Robert Plant, le chanteur de Led Zeppelin, lors de son discours de remerciement au Temple de la renommée du rock and roll de 1995, a classé Alphonse Mouzon parmi les influences du groupe issues de la musique américaine.
En 1992, Mouzon forme Tenacious Records et sort son album The Survivor. Des éditions ultérieures sur Tenacious Records, y compris des rééditions d’albums précédents, ont été publiées: On Top of the World, Early Spring, By All Means, Love Fantasy, Back to Jazz, As You Wish, The Night is Still Young, The Sky is the Limit, Distant Lover, Morning Sun, and Absolute Greatest Love Songs and Ballads.
L’album de 1981, Morning Sun, est le plus populaire en Asie du Sud-Est, notamment aux Philippines. La plupart des chansons de l'album, notamment la pièce-titre, ont été largement utilisées par différentes stations de radio FM et AM et le sont toujours dans les publicités, les événements sociaux et les journaux télévisés dans ce pays.
Mouzon a joué sur un album avec Albert Mangelsdorff (trombone) et Jaco Pastorius (basse), nommé Trilogue. Enregistré à l'origine en 1976 et réédité en 2005, ce spectacle avait lieu le 6 novembre 1976 aux Berlin Jazz Days.
En 2014, Mouzon a été invité par le producteur Gerry Gallagher à enregistrer avec les légendes du rock latino El Chicano, ainsi que par David Paich, Brian Auger, Alex Ligertwood, Ray Parker Jr., Lenny Castro, Vikki Carr, Pete Escovedo, Peter Michael Escovedo, Jessy J, Marcos J. Reyes, Siedah Garrett, Walfredo Reyes Jr., Salvador Santana et Spencer Davis, et est présenté à la batterie sur deux titres "Make Love" et "The Viper", qui font partie du dernier album studio de Gallagher qui doit sortir en 2019.

### Problèmes de santé et décès
Le 7 septembre 2016, Mouzon a reçu un diagnostic de carcinome neuroendocrinien, une forme rare de cancer. Son fils, Jean-Pierre Mouzon, a annoncé que son père était décédé d'un arrêt cardiaque à son domicile de Granada Hills, Los Angeles, Californie, le 25 décembre 2016 à l'âge de 68 ans.

## Discographie

### En tant que leader
- 1973 The Essence of Mystery  (Blue Note)
- 1974 Funky Snakefoot  (Blue Note)
- 1975 Mind Transplant (Blue Note)
- 1976 The Man Incognito (Blue Note)
- 1977 Virtue (MPS)
- 1977 Back Together Again
- 1978 In Search of a Dream (MPS)
- 1979 Baby Come Back (MPS)
- 1981 By All Means (Tenacious)
- 1981 Morning Sun (Tenacious)
- 1982 Step into the Funk (Polydor)
- 1984 Distant Lover (Tenacious)
- 1985 Back to Jazz (Tenacious)
- 1985 The Sky Is the Limit (Tenacious)
- 1986 Eleventh House (Pausa)
- 1987 Love, Fantasy (Tenacious)
- 1988 Early Spring (Tenacious)
- 1988 Talk Back (WEA)
- 1989 As You Wish (Tenacious)
- 1992 The Survivor (Tenacious)
- 1994 On Top of the World (Tenacious)
- 1996 Secret Message (Prudence)
- 1996 The Night is Still Young (Tenacious)
- 2001 Live in Hollywood (Tenacious)
- 2008 Jazz in Bel-Air (Tenacious)
- 2011 Angel Face (Tenacious)

### En tant qu'invité
Avec Arild Andersen
- A Molde Concert (ECM, 1981)

Avec Donald Byrd
- Caricatures (1976)

Avec Doug Carn
- Spirit of the New Land (1972)

Avec Willie Colon
- El Baquine de Angelitos Negros (1977)

Avec Norman Connors
- Dance of Magic (1973)

Avec Larry Coryell
- Introducing Eleventh House with Larry Coryell (1973)
- Live in Montreux (1974)
- Level One (1974)
- Planet End (1975)
- Back Together Again (1977)
- The Coryells (1999)

Avec Betty Davis
- Hangin' Out in Hollywood / Crashin' from Passion (1976/1995/1996)

Avec Miles Davis
- Dingo (1990)

Avec Al Di Meola
- Land of the Midnight Sun (1976)

Avec Gil Evans
- Blues in Orbit (1969)

Avec Roberta Flack
- Feel Like Makin' Love (1974)

Avec Fania All-Stars
- Fania All-Stars – Live (1978)

Avec Carlos Garnett
- The New Love (1976)

Avec George Gruntz
- Palais Anthology (1975)

Avec Herbie Hancock
- Directstep (1979)
- Mr. Hands (1980)
- Monster (1980)
- Magic Windows (1981)

Avec Tim Hardin
- Bird on a Wire (1971)

Avec Miki Howard
- Three Wishes (2001)

Avec Bobbi Humphrey
- Dig This! (1972)

Avec Infinity
- Now (1990)

Avec Paul Jackson
- Black Octopus (1978)

Avec Paul Jackson Jr.
- Never Alone (1996)

Avec Alphonso Johnson
- Moonshadows (1976)

Avec John Klemmer
- Magic and Movement (Impulse!, 1974)
- Artists on tour, FREE LOVE, recorded live on July 6, 1973 (Impulse!, 1974)

Avec Joachim Kühn
- Hip Elegy (1975)

Avec Les McCann
- Invitation to Openness (Atlantic, 1972)

Avec Eugene McDaniels
- Headless Heroes of the Apocalypse (1971)

Avec Patrick Moraz
- The Story of I (1976)

Avec Wayne Shorter
- Odyssey of Iska (1971)

Avec Jeremy Steig
- Temple of Birth (Columbia, 1975)

Avec McCoy Tyner
- Sahara (1972)
- Song for My Lady (1972)
- Song of the New World (1973)
- Enlightenment (1973)

Avec Tommy Bolin
- Fusion Jam (1999)

Avec Weather Report
- Weather Report (1971)

Avec Torsten de Winkel et Hellmut Hattler
- Mastertouch (1992)

### Filmographie
- 1996 : That Thing You Do - Film de et avec Tom Hanks, Liv Tyler, Charlize Theron et Chris Isaak. - Batteur du Blue Spot Trio.
- 2003 : The Highlife - Film de Josh Monkarsh - Miles
- 2004 : First Daughter - film de Forest Whitaker - Avec Katie Holmes et Michael Keaton - Flutiste et membre de l'orchestre
- 2007 ; The Dukes - Avec Chazz Palminteri - Ray